# Norrhults BK
Norrhults BK, NBK, är en idrottsförening hemmahörande i Norrhult i Kronobergs län, bildad 1922. Föreningen är en renodlad fotbollsförening och bedriver sin verksamhet på Odenplan. Tidigare har NBK även utövat ishockey.
I fotboll stoltserar kronobergarna med sex säsonger i gamla division III, motsvarande nutidens division I: 1945/1946-1946/1947, 1954/1955-1956/1957 och senast 1970. Säsongen 2022 spelade laget i division VI Vetlanda.
NBK hade damlag i seriespel 1975-1982 och 2004-2009.